# Aloe decorsii
Aloe decorsii é uma espécie de liliopsida do gênero Aloe, pertencente à família Asphodelaceae.